# Poeticon astronomicon
Le Poeticon astronomicon est un texte en prose, attribué à un certain Hygin (Iginius), mais la paternité réelle de cette œuvre reste incertaine. Pendant la période de la Renaissance, époque durant laquelle l'ouvrage fut largement diffusé, on l'attribuait à l'écrivain et historien romain Hygin (Gaius Julius Hyginus), ayant vécu durant le Ier siècle av. J.-C. Cependant, le fait que cet ouvrage liste les constellations du ciel nocturne exactement dans le même ordre que l'Almageste de Ptolémée (publié au IIe siècle) laisse penser que le dénommé Hygin auteur de ce texte a vécu pendant ou après le IIe siècle. Le Poeticon semble également s'inspirer des Fenomena di Arato, texte d’astronomie assez répandu dans les écoles de l’Antiquité et du Moyen Âge.

## Descriptif de l'ouvrage
L'ouvrage, écrit en latin, décrit 42 des 48 constellations de Ptolémée, en se concentrant principalement sur les mythes associés à chacune d'elles, accompagnés de discussions sur les positions relatives et les caractéristiques de certaines étoiles. Les sept corps du Système solaire connus à l'époque (Soleil, Lune, Vénus, Mercure, Jupiter, Saturne et Mars, dans cet ordre) font également l'objet d'un descriptif. Les constellations de Ptolémée ne figurant pas dans le Poeticon astronomicon sont :
- le Corbeau
- la Coupe
- la Couronne australe
- le Loup
- Pégase
- le Serpent.

La première version imprimée de cette œuvre que l'on connaisse date de 1475. L'édition la plus marquante de ce texte est probablement celle réalisée par Erhard Ratdolt à Venise (Italie) en 1482. Ancien imprimeur à Augsbourg et récemment installé à Venise, Ratdolt avait commandé une série de gravures représentant les constellations pour accompagner le texte d'Hygin. Cette édition, la première à être illustrée, est parue sous le titre de Clarissimi viri Iginij Poeticon astronomicon: opus vtilissimmu. Comme pour la plupart des ouvrages à vocation astronomique qui succédèrent, les étoiles étaient dessinées au-dessus d'un motif représentant le sujet de la constellation en filigrane. Cependant les gravures présentées ne sont en rien des cartes de la sphère céleste, les positions des étoiles qui y figurent n'ont rien à voir avec leurs positions réelles, ni d'ailleurs avec les descriptions qu'en donne Hygin. Par exemple, le Triangle est représenté par trois étoiles formant un triangle équilatéral , alors que dans la vraie constellation, le triangle possède un côté très nettement plus petit que les deux autres. 
En ce sens, le Poeticon ne peut pas être considéré comme un atlas stellaire, bien qu'il en soit l'un des précurseurs. Résultat de l'inexactitude flagrante de la position des étoiles, le Poeticon n'est pas particulièrement utile en tant que guide pour l'observation du ciel nocturne. Cependant, les illustrations commandées par Ratdolt inspirèrent et servirent d'exemple aux auteurs de tous les atlas stellaires qui suivirent.